# Rhyacophila norcuta
Rhyacophila norcuta är en nattsländeart som beskrevs av Ross 1938. Rhyacophila norcuta ingår i släktet Rhyacophila och familjen rovnattsländor. Inga underarter finns listade i Catalogue of Life.